# Chuẩn đô đốc
Chuẩn đô đốc (tiếng Anh: Rear admiral, tiếng Pháp: Contre-amiral), là cấp bậc sĩ quan hải quân cao cấp đầu tiên của bậc Đô đốc, là một cấp bậc tướng hải quân, tương đương với cấp bậc Thiếu tướng, dưới bậc Phó Đô đốc.

## Việt Nam

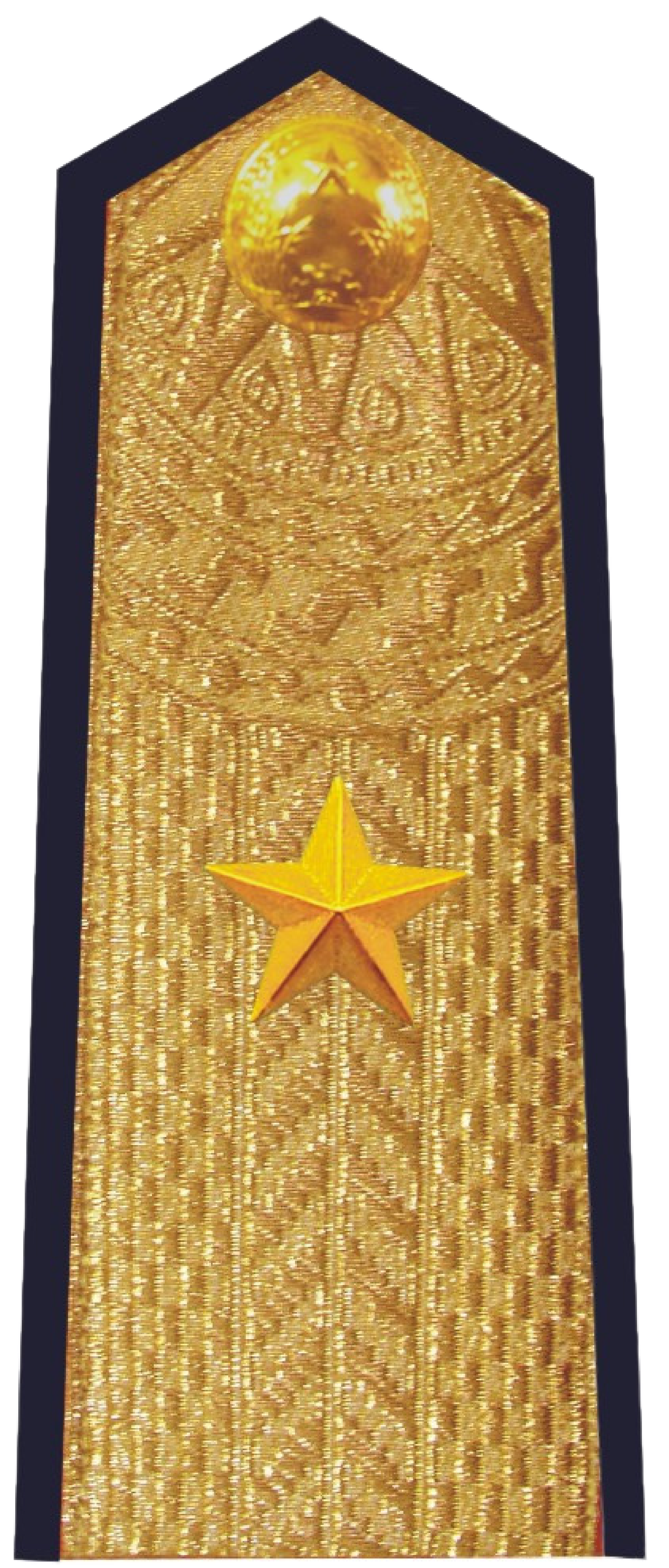
Quân hàm Chuẩn Đô đốc Hải quân Nhân dân Việt Nam

## Việt Nam Cộng hòa

Quân hàm Chuẩn đô đốc trước 1964
Quân hàm Đề đốc sau 1964

## Anh Quốc

Lệnh kỳ của Chuẩn Đô đốc Hải quân Hoàng gia

## Hoa Kỳ

Quân hàm Chuẩn Đô đốc (nửa dưới) của Hải quân Hoa Kỳ
Quân hàm Chuẩn Đô đốc (nửa dưới) của Tuần duyên Hoa Kỳ

Quân hàm Chuẩn Đô đốc của Hải quân Hoa Kỳ
Quân hàm Chuẩn Đô đốc của Tuần duyên Hoa Kỳ